# وایت فاکس (ساسکاچوان)
وایت فاکس (به انگلیسی: White Fox) یک منطقهٔ مسکونی در کانادا است که در ساسکاچوان واقع شده‌است. وایت فاکس ۰٫۸۵ کیلومتر مربع مساحت و ۳۶۴ نفر جمعیت دارد.